# Typosyllis yallingupensis
Typosyllis yallingupensis är en ringmaskart som beskrevs av Hartmann-Schröder 1982. Typosyllis yallingupensis ingår i släktet Typosyllis och familjen Syllidae. Inga underarter finns listade i Catalogue of Life.